# Le Chat (roman de Simenon)
Pour les articles homonymes, voir Le Chat.
Le Chat est  un roman de Georges Simenon, publié en 1967.
Le roman a été adapté au cinéma par Pierre Granier-Deferre sous le titre Le Chat dans un film sorti en 1971 en France, avec pour interprètes principaux Jean Gabin et Simone Signoret, et au théâtre pour la première fois en 2016 au théâtre de l'Atelier avec Myriam Boyer et Jean Benguigui dans les rôles principaux.
Le récit se déroule à Paris, impasse Sébastien-Doise (donnant sur la rue de la Santé) dans les années 1960.

## Historique de la publication
Le roman est écrit, ce qui est fréquemment le cas pour Simenon, sur une courte période de deux semaines entre septembre et octobre 1966. Il est publié en France en 1967 par les Presses de la Cité, à une époque où Simenon a déjà publié plus de deux cents livres. Son travail contient des éléments de roman psychologique et de comédie noire. Cette histoire serait directement inspirée du second mariage de la mère de Simenon (veuve du père de l’auteur), mère avec laquelle l’auteur aurait eu des relations difficiles car elle lui préférait son frère.

## Résumé
Émile est un ancien ouvrier, au naturel bourru, sans complications comme sans éducation. Marguerite, à l'opposé, est une femme délicate, d'une douceur affectée, mais sournoise et avare, vivant à côté de la vie. Elle est issue d'une famille qui est propriétaire, dans le quartier, de nombreux immeubles qui sont en cours de démolition. Émile et Marguerite étaient voisins lorsqu'ils se sont rencontrés par hasard : ils se sont mariés, lui à 65 ans, elle à 63, peut-être par peur de la solitude et de la vieillesse. Le souvenir de leur conjoint respectif disparu — la première femme d’Émile, Angèle, était une fille d'une gaieté communicative ; le premier mari de Marguerite, Charmois, était un musicien aux manières distinguées — ne fait qu'aviver un manque de compréhension qui ne tarde pas à se muer en hostilité sourde.
Une circonstance fortuite amène le drame. Émile est alité ; son chat Joseph, que Marguerite n'a jamais accepté, disparaît. Émile finit par le découvrir mort dans la cave, probablement empoisonné. Il comprend qu'à travers le chat, c'est lui qu'on a voulu atteindre. Sa vengeance (« il est temps qu'il devienne méchant à son tour ») se reporte sur le perroquet de Marguerite. Commence alors une petite guerre : les deux vieux ne se parlent plus que par billets. C'est la lente instauration de deux existences parallèles, où les adversaires s'évitent et s'épient. Leurs billets, toujours laconiques, s'efforcent de viser un point sensible de l’autre époux. Par des subtilités sans cesse renouvelées, chacun tente de prouver à l'autre que sa présence ne le gêne pas mais qu'il n'a pas besoin de lui. Sans qu'ils s'en rendent compte, ce jeu leur est nécessaire : une tentative de vie séparée avorte ; Émile revient et Marguerite renonce à chercher des alliés extérieurs. L'enfer recommence, toujours ponctué par le vacarme des démolisseurs du quartier.
Un jour, Émile trouve sa femme morte. Est-ce à ce choc qu'il doit le malaise subit qui le fait transporter à l'hôpital ? Dans son cerveau embrumé, une seule chose lui devient évidente : il n'est plus rien.

## Personnages
- Émile Bouin : 73 ans, surveillant de travaux à la retraite, veuf et remarié à Marguerite Doise.
- Marguerite Doise : 71 ans, veuve et remariée à Émile.

## Accueil critique
Le Chat reçoit des commentaires positifs, avec une critique favorable de Richard Boston (en) dans The New York Times. La version anglaise est publiée par Hamish Hamilton (en), traduite par Bernard Frechtman (d).

## Éditions
- Édition originale : Presses de la Cité,1967
- Tout Simenon, tome 13, Omnibus, 2003  (ISBN 978-2-258-03303-0)
- Livre de poche, n° 14321, 2007  (ISBN 978-2-253-14321-5)
- Romans durs, tome 12, Omnibus, 2013  (ISBN 978-2-258-09399-7)
- Romans durs, tome 12, Omnibus, 2023  (ISBN 978-2-258-20269-6)

## Adaptations
- 1971 : Le Chat, film français réalisé par Pierre Granier-Deferre, avec Jean Gabin et Simone Signoret dans les rôles principaux.
- 2016 : Le Chat, pièce de théâtre mise en scène par Didier Long, avec Myriam Boyer et Jean Benguigui au théâtre de l'Atelier ; adaptation Christian Lyon et Blandine Stintzy

### Source bibliographique
- Maurice Piron, Michel Lemoine, L'Univers de Simenon, guide des romans et nouvelles (1931-1972) de Georges Simenon, Presses de la Cité, 1983, p. 232-233  (ISBN 978-2-258-01152-6)